# Centrerat hexagontal

Centrerat hexagontal är ett centrerat polygontal som representerar en hexagon med en punkt i mitten, och som byggs vidare av punkter kring den.
| 1  |  | 7                         |  | 19                                                                        |  | 37 |
| -- |  | ------------------------- |  | ------------------------------------------------------------------------- |  | --- |
| +1 |  | +6                        |  | +12                                                                       |  | +18 |
| *  |  | * · * · * · * · * · * · * |  | * · * · * · * · * · * · * · * · * · * · * · * · * · * · * · * · * · * · * |  | * · * · * · * · * · * · * · * · * · * · * · * · * · * · * · * · * · * · * · * · * · * · * · * · * · * · * · * · * · * · * · * · * · * · * · * · * |

Det n:te centrerade hexagontalet ges av formeln:
{\displaystyle n^{3}-(n-1)^{3}=3n(n-1)+1.\,}
De första centrerade hexagontalen är:
1, 7, 19, 37, 61, 91, 127, 169, 217, 271, 331, 397, 469, 547, 631, 721, 817, 919, …
I basen 10 följer den sista siffran i de centrerade hexagontalen mönstret 1-7-9-7-1.
Summan av de första n centrerade hexagontal är n3. Centrerade hexagonala pyramidtal och kubtal är samma tal, men de representerar olika former. Sett ur ett motsatt perspektiv är centrerade hexagontal differenser av två konsekutiva kuber, så att de centrerade hexagontalen är gnomon av kuberna. I synnerhet är centrerade hexagonprimtal även cubanprimtal.
Skillnaden mellan (2n)2 och n:te centrerade hexagontalet är ett tal av formen 3n2 + 3n -1 medan skillnaden mellan (2n - 1)2 och n:te centrerade hexagontalet är ett rektangeltal.